# Vänsterextremism

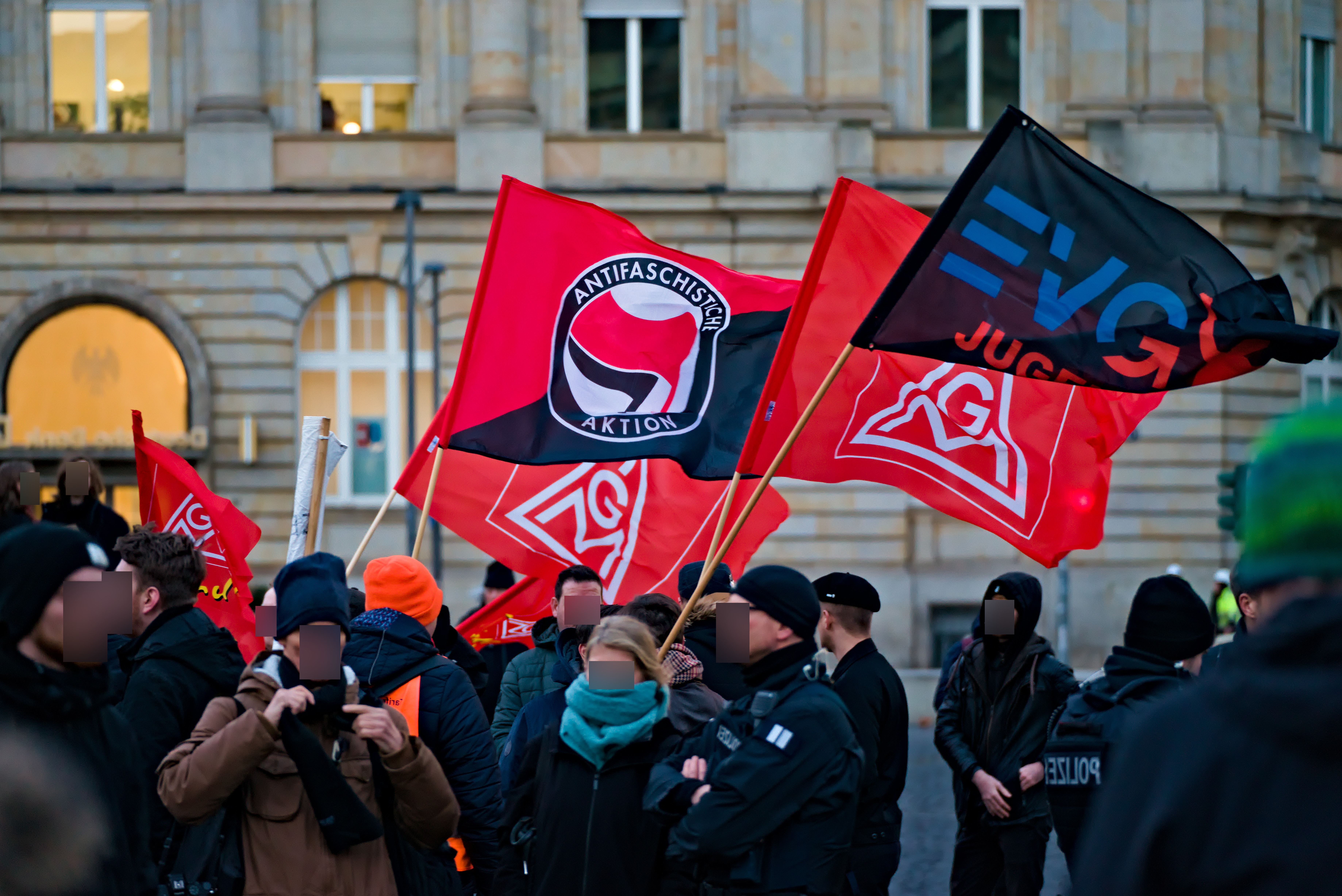
Vänsterextrem demonstration i Frankfurt, Tyskland mot partiet Alternativ för Tyskland. På en av flaggorna syns logotypen för Antifascistisk aktion.

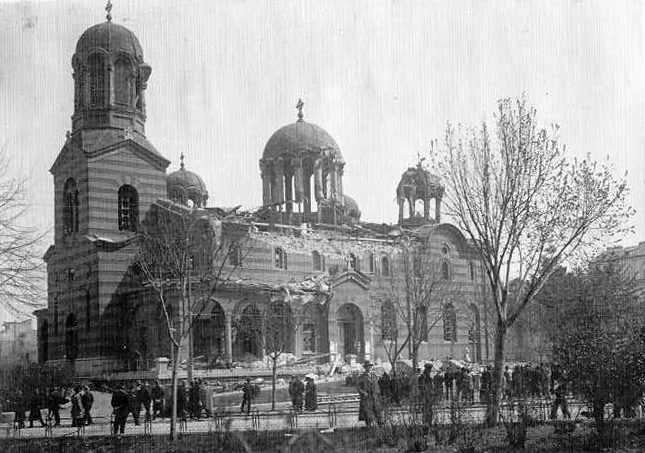
År 1925 utförde Bulgariens kommunistiska parti en terroristaktion mot Sveta Nedelja-kyrkan i landets huvudstad Sofia.

Vänsterextremism, revolutionär vänster, ultravänster eller radikal vänster, är benämningar för politiska åsikter och värderingar som befinner sig långt till vänster på den politiska skalan. Begreppen saknar oomstridd samhällsvetenskaplig definition, är relativa och normativa och är beroende på tid och plats.
Vanligt i Europa är att antidemokratiska idéer och/eller våldsamma metoder är särskiljande för politisk extremism. Med vänsterextremism åsyftas ofta grupper som vill förändra samhället med våldsmetoder i socialistisk eller kommunistisk riktning, som till exempel Antifascistisk aktion och Revolutionära fronten i Sverige, samt Röda armé-fraktionen i 1970-talets Västtyskland och Röda brigaderna i Italien.

## Begreppet vänsterextrem
Termen extremism har kritiserats av forskare som vag och att den kan användas pejorativt av journalister och politiker för att markera en gräns mot åsikter som vid var tid anses oacceptabla i kontexten av dominerande föreställningar och maktförhållanden. Samhällsvetenskapen har ingen entydig definition av extremism och därmed inte heller av vänsterextremism. Termen extremist används enligt Uwe Backes, tysk professor specialiserad i politisk extremism, för att stigmatisera och utdefiniera politiska grupper vars idéer står i motsättning till dem som för tillfället innehar eller dominerar den politiska makten. Begreppet extremism är relativt och normativt och förändras över tid.
| ”                                      | Extremism används för att markera politiska legitimitetsgränser, för att utdöma ovärdighet och benämna faror. Utpekandet av det extrema är en del av normaliseringsdiskurser, i vilka majoritetssamhället ständigt återspeglar sin normalitet och sin mittenposition. | „ |
| – Uwe Backes, Political Extremes, 2010 | |   |

Innebörden av begreppet vänsterextremism har förändrats över tiden och benämningen har också olika betydelse på olika platser. Före den liberala demokratins genombrott kunde exempelvis liberala krav om mänskliga rättigheter, demokrati, lika rösträtt och genomförandet av republik under dåtida förhållanden ses som vänsterextrema. 
Med vänsterextremism åsyftas ofta grupper som vill förändra samhället med våldsmetoder i socialistisk eller annan riktning, som till exempel Antifascistisk aktion och Revolutionära fronten i Sverige, samt Röda armé-fraktionen i 1970-talets Västtyskland och Röda brigaderna i Italien.
Enligt den tyska säkerhetspolisen utgörs vänsterextremism av dels en dogmatisk revolutionär marxism(-leninism) som genom revolutionärt våld vill besegra demokratin och ersätta det med ett socialistiskt eller kommunistiskt samhälle, dels av anarkister som vill ta bort staten.
Svenska Säkerhetspolisen använder begreppet vänsterextremism för att beskriva politiska rörelser på den yttersta vänsterkanten.
Den radikala vänstern förespråkar social rättvisa och jämlikhet i ord och ibland i handling, och i handling agerar de mot det ekonomiska, politiska och sociala etablissemanget,  samt är vanligtvis fientligt inställda mot individer förknippade med etablissemanget. Forskaren Luke March vid School of Social and Political Science vid University of Edinburgh definierar europeisk extremvänster som de som ser sig stå till vänster om socialdemokratin, vilken de ser som inte tillräckligt radikal ur ett vänsterperspektiv. De två huvudsakliga underkategorierna omnämns dels som radikal vänster till följd av sin strävan efter en grundläggande och omfattande förändring av det kapitalistiska systemet inom ramen för demokratin, dels som vänsterextrem vad avser de som är mer fientliga till liberal demokrati och som fördömer alla former av kompromisser med kapitalismen. March specificerar fyra huvudsakliga undergrupper inom nutidens vänsterextrema politik: kommunister, demokratiska socialister, vänsterpopulister och socialpopulister.
Vít Hloušek och Lubomír Kopeček utvecklar de karakteristika som tagits fram av March och Mudde, och lägger bland annat till antiamerikanism, antiglobalisering, motstånd mot Nato och motstånd mot europeisk integration.
I Frankrike används termen extrême-gauche ("extremvänster") som en allmänt accepterad benämning på politiska grupper som placerar sig till vänster om franska socialistpartiet, till exempel trotskister, maoister, socialanarkister och anhängare av nya vänstern. Den marxistiske statsvetaren Serge Cosseron begränsar urvalet till de som står till vänster om franska kommunistpartiet, men det råder egentligen inte enighet om begreppets användning. Många vänsteranhängare med stark antipati gentemot USA, mot globalisering, mot Nato och mot europeisk integration vill gärna undvika den negativa klang som råder runt begreppet vänsterextremism genom att kalla sig la gauche de la gauche ("till vänster om vänstern") och vill på så sätt visa på vad som av vissa ses som en kulturell tvetydighet.